# Rodney Dangerfield
Jacob Cohen (Babylon, 22 de novembro de 1921 – Los Angeles, 5 de outubro de 2004), popularmente conhecido pelo nome artístico Rodney Dangerfield ou Jack Roy, foi um comediante, ator, produtor, roteirista e músico americano. Ele era conhecido por seu humor depreciativo, seu slogan “I don't get no respect!” (em português:  "Não recebo nenhum respeito!") e seus monólogos sobre esse tema.

## Biografia
Dangerfield nasceu Jacob Rodney Cohen em Babylon, no Condado de Suffolk, Long Island, Nova Iorque. Ele era filho de pais judeus: sua mãe era Dorothy "Dotty" Teitelbaum e seu pai era o artista vaudeviliano Phillip Cohen, cujo nome artístico era Phil Roy. Sua mãe nasceu no Império Austro-Húngaro. O pai de Cohen raramente estava em casa (ele normalmente o via apenas duas vezes por ano). No final da vida, seu pai pediu perdão e o filho agradeceu.
Depois que o pai de Cohen abandonou a família, sua mãe se mudou com ele e sua irmã para Kew Gardens, Queens, e ele freqüentou a Richmond Hill High School, onde se formou em 1939. Para sustentar a si e sua família, entregou mantimentos e vendeu jornais e sorvete na praia.
Aos 15 anos, ele começou a escrever para comediantes de stand-up enquanto se apresentava em um resort em Ellenville. Então, aos 19 anos, ele legalmente mudou seu nome para Jack Roy. Ele lutou financeiramente por nove anos, a certa altura trabalhando como garçom até ser demitido, antes de assumir um emprego vendendo tapume de alumínio em meados da década de 1950 para sustentar sua esposa e família. Mais tarde, ele brincou que era tão pouco conhecido quando desistiu do show business que "na época em que parei, eu era o único a saber que desisti". 

## Carreira

### Início da carreira
Jacob se iniciou na comédia stand-up nos anos 60 aos 19 anos em pequenos bares, abrindo para Jerry Lewis, Danny Kaye, Sid Caesar, entre outros. Com o nome Jack Roy, ele viajou bastante e ganhou o suficiente para viver.
Apenas depois de completar 42 anos, já divorciado, Cohen assumiu o nome Rodney Dangerfield e voltou a se apresentar em clubes, e na televisão. O ator começou a atrair atenção, após aparecer no programa de Ed Sullivan por sete vezes e no The Tonight Show de Johnny Carson mais de 70 vezes, além de várias no Saturday Night Live.
Em 1969, Rodney Dangerfield juntou-se ao amigo Anthony Bevacqua para construir o clube de comédia "Dangerfield's" na cidade de Nova York, um local em que ele podia se apresentar regularmente sem precisar viajar constantemente. O clube se tornou um enorme sucesso e permaneceu em operação contínua pelo menos nos anos 2000. O Dangerfield's foi palco de vários shows da HBO que ajudaram a popularizar muitos artistas de stand-up, incluindo Jerry Seinfeld, Jim Carrey, Tim Allen, Roseanne Barr, Robert Townsend, Jeff Foxworthy, Sam Kinison, Bill Hicks, Rita Rudner, Andrew Dice Clay, Louie Anderson, Dom Irrera e Bob Saget.
Dangerfield teve um papel importante no início da carreira do comediante Jim Carrey. Na década de 1980, depois de assistir Carrey se apresentar na Comedy Store em Los Angeles, Rodney contratou Carrey para abrir seu show em Las Vegas. Os dois viajaram juntos por mais dois anos.

### Cinema e popularidade

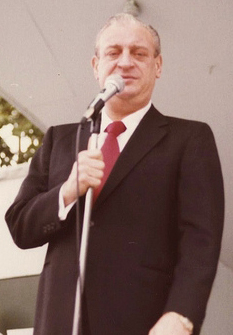
Dangerfield em 1978.

Com sua popularidade em alta, o cinema seria o próximo passo. Embora sua carreira como ator tenha começado muito antes em filmes obscuros como The Projectionist (1971), a carreira de Dangerfield atingiu seu pico no início dos anos 80, quando ele começou a atuar em filmes de comédia.
Uma das interpretações mais memoráveis de Dangerfield foi na comédia Clube dos Pilantas, na qual ele interpretou um detestável construtor de propriedades que era hóspede de um clube de golfe. Sua aparição em Caddyshack levou a papéis principais em Tudo por uma Herança e De Volta às Aulas, atuando também como roteiristas. Ao contrário de sua personalidade stand-up, seus personagens nos filmes eram retratados como bem-sucedidos e geralmente populares. Em 1994, o comediante tentou seu primeiro papel dramático, sendo elogiado como o pai sádico de Assassinos por Natureza, de Oliver Stone.
Ao longo dos anos 80, Dangerfield também apareceu em uma série de comerciais da cerveja Miller Lite e apareceu no final do videoclipe "Dancing on the Ceiling", de Lionel Richie.
Ainda em 1994, recebeu um prêmio por sua carreira, o "Lifetime Creative Achievement Award", do "American Comedy Awards".
Mesmo assim, Dangerfield nunca teve muito reconhecimento como artista, fato que já o tinha levado a gravar o disco No Respect, vencedor do Grammy Award em 1980.
No ano seguinte, se candidatou a membro da Academia de Artes e Ciências Cinematográficas de Hollywood e foi rejeitado pelo chefe da seção de atores Roddy McDowall. 
Cansado de buscar aprovação, Dangerfield montou um site pessoal, onde seus fãs demonstraram indignação contra a Academia. Esta logo tentou reverter a situação, oferecendo a ele um convite, prontamente recusado.
Na ocasião, ele afirmou:

“Eles nem pediram desculpas. Não têm respeito pela comédia”
Em 1996, o site de Dangerfield provou ser um sucesso que ele fez da lista da revista Websight das "100 pessoas mais influentes da Web". 
Dangerfield apareceu em um episódio de Os Simpsons intitulado " Burns, Baby Burns", no qual ele interpretou um personagem que é, essencialmente, uma paródia de sua própria persona, o filho do Sr. Burns, Larry.
Dangerfield também apareceu no filme Little Nicky - Um Diabo Diferente (2000), de Adam Sandler, interpretando Lúcifer, o pai de Satanás (Harvey Keitel) e avô de Nicky (Sandler).

### Músico
Seu álbum musical - No Respect - lhe rendeu um "Grammy Award", em 1980 - categoria "Best Comedy Recording" Um dos seus singles - "Rappin' Rodney" - foi um dos primeiros hits da MTV americana.
Este single ainda rendeu ao cantor a posição 89 na lista "Top 100 One Hit Wonder Of The 80′s (100 melhores bandas de um hit só dos anos 80)" do canal VH1. A lista foi feita no ano de 2009.[carece de fontes?]

## Vida pessoal
Dangerfield foi casado duas vezes com Joyce Indig. Eles se casaram em 1951, se divorciaram em 1961, se casaram novamente em 1963 e se divorciaram novamente em 1970, embora Rodney vivesse em grande parte separado de sua família. Juntos, o casal teve dois filhos: o filho Brian Roy (nascido em 1960) e a filha Melanie Roy-Friedman, nascida depois que seus pais se casaram novamente. De 1993 até sua morte, Dangerfield foi casado com Joan Child.
Apesar de ser judeu, Dangerfield se referiu a ele próprio como ateu durante uma entrevista com Howard Stern em 25 de maio de 2004. Dangerfield acrescentou que ele era um ateu "lógico".
Dangerfield era fã do time de beisebol New York Mets.

## Morte

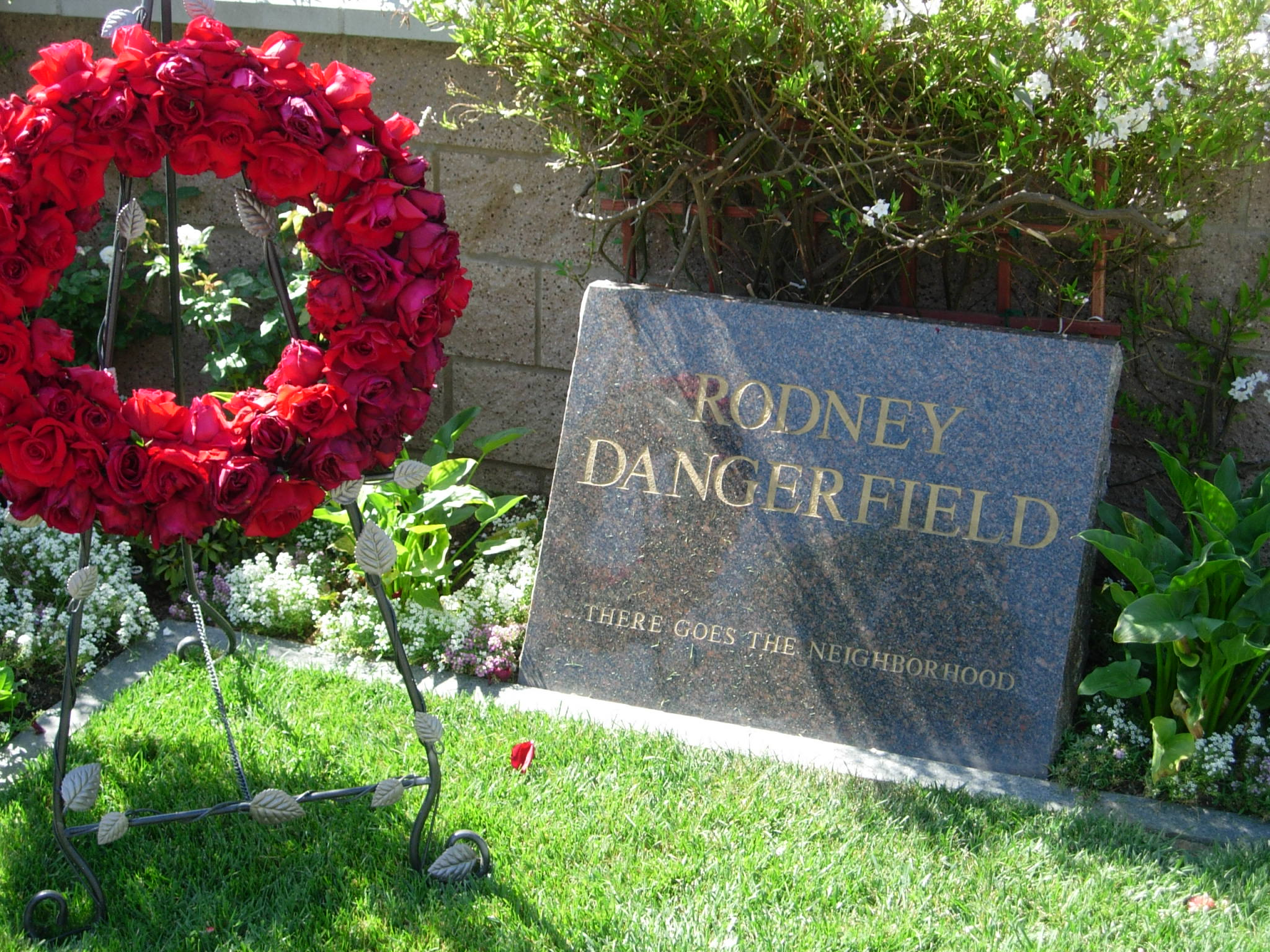
A lápide de Dangerfield no Westwood Village Memorial Park Cemetery.

Em 22 de novembro de 2001 (seu 80º aniversário), Dangerfield sofreu um leve ataque cardíaco nos bastidores do The Tonight Show. Durante sua estadia no hospital de Dangerfield, a equipe ficou chateada por ele ter fumado maconha em seu quarto. Dangerfield retornou ao Tonight Show um ano depois, apresentando-se em seu 81º aniversário.
Em 8 de abril de 2003, Dangerfield foi submetida a uma cirurgia no cérebro para melhorar o fluxo sanguíneo em preparação para uma cirurgia de substituição da válvula cardíaca posteriormente. Ao entrar no hospital, ele proferiu outra frase característica quando perguntado por quanto tempo ele ficaria hospitalizado: "Se tudo correr bem, cerca de uma semana. Se não, cerca de uma hora e meia". 
Em setembro de 2004, foi revelado que Dangerfield estava em coma há várias semanas. Depois, ele começou a respirar por conta própria e a mostrar sinais de consciência quando visitado por amigos. No entanto, o comediante morreu no dia 5 de outubro de 2004, às 13h20 (17h20 em Brasília), no hospital UCLA.
De acordo com seus médicos, Dangerfield sofreu um infarto pós-operatório e teve complicações e infecções das quais não conseguiu se recuperar. O corpo dele foi sepultado no Westwood Village Memorial Park Cemetery.

## Filmografia
- The Projectionist (1971)
- Caddyshack (1980)
- Easy Money (1983) (também escritor)
- Back to School (1986) (também escritor)
- Moving (1988)
- Rover Dangerfield (1991) (voz) (também escritor e produtor)
- Ladybugs (1992)
- Natural Born Killers (1994)
- Casper (1995) (participação especial)
- Meet Wally Sparks (1997) (também escritor e produtor)
- Rusty: A Dog's Tale (1998) (voz)
- The Godson (1998)
- Pirates: 3D Show (1999) (corto)
- My 5 Wives (2000) (também escritor e produtor)
- Little Nicky (2000)
- Back by Midnight (2002) (também escritor)
- The 4th Tenor (2002) (também escritor)
- Three 'S' a Crowd (2005)
- Angels with Angles (2005)
- The Onion Movie (2008)

### Televisão
- The Dean Martin Show (1972-1973)
- The Tonight Show Starring Johnny Carson (convidado freqüente)
- Benny and Barney: Las Vegas Undercover (1977)
- The Rodney Dangerfield Show: It's Not Easy Bein' Me (1982)
- Rodney Dangerfield: I Can't Take It No More (1983)
- Rodney Dangerfield: It's Not Easy Bein' Me (1986)
- Rodney Dangerfield: Nothin' Goes Right (1988)
- Where's Rodney (1990) (piloto)
- Rodney Dangerfield's The Really Big Show (1991)
- Rodney Dangerfield: It's Lonely at the Top (1992)
- In Living Color (1993)
- The Simpsons (1996) (voz do filho do Sr. Burns, Larry Burns no episódio "Burns, Baby Burns")
- Suddenly Susan (1996)
- Home Improvement (1997) O próprio
- Rodney Dangerfield's 75th Birthday Toast (1997)
- Dr. Katz, Professional Therapist (1997) (de voz, como o próprio) no episódio "Day Planner"
- The Electric Piper (2003) (voz)
- Phil of the Future (2004) (voz de Max, o cão, no episódio "Doggie Daycare")
- Still Standing (2004)
- Rodney (2004) como ele mesmo (episódio exibido pouco depois de sua morte)
- The George Lopez Show (2004) - Agente do seguro de vida - (Episódio dedicado á sua memória)

## Discografia
- What's in a Name? (1966) released as The Loser (1977)
- I Don't Get No Respect (1980)
- No Respect (1981)
- Rappin' Rodney (1983)
- La Contessa (1995)
- Romeo Rodney (2005)
- 20th Century Masters - The Millennium Collection: The Best of Rodney Dangerfield (2005)
- Greatest Bits (2008)